# Le Conseil des dieux (film)
Pour plus de détails, voir Fiche technique et Distribution.
Le Conseil des dieux (titre original : Der Rat der Götter) est un film dramatique est-allemand réalisé par Kurt Maetzig sorti en 1950.
Il est l'un des premiers films traitant explicitement de la complicité d'une entreprise allemande dans les crimes du nazisme. Il retrace le parcours d'IG Farben entre 1930 et 1947.
Le film s'appuie sur une documentation parue en 1947 et les pièces du procès de Nuremberg.

## Synopsis
Au centre de l'intrigue se trouvent le président d'une société secrète, Mauch - allusion à Carl Krauch, membre du directoire de supervision d'IG Farben et criminel de guerre - et un chimiste fictif, Dr. Scholz. Ils sont principalement responsables de la production des armements et de la production de gaz toxique d'IG Farben. La recherche du profit à tout prix les a amenés à prendre une part active dans les crimes du régime nazi. Scholz ferme les yeux afin de sauver son emploi et la famille jusqu'en 1948. Ce n'est qu'après l'utilisation d'un explosif interdit, quand il voit les dommages terribles qu'il provoque, qu'il se met à parler.

## Fiche technique
- Titre : Le Conseil des dieux
- Titre original : Der Rat der Götter
- Réalisation : Kurt Maetzig, assisté d'Otto Meyer (de) et de Günter Reisch
- Scénario : Friedrich Wolf, Philipp Gecht
- Musique : Hanns Eisler
- Direction artistique : Gerhard Luecke, Hermann von Rohde
- Costumes : Vera Mügge, Georg Schott
- Photographie : Friedl Behn-Grund
- Son : Erich Schmidt
- Montage : Ilse Voigt (de)
- Production : Ilse Kubaschewski, Walter Traut
- Sociétés de production : DEFA Potsdam Babelsberg
- Société de distribution : PROGRESS-Film Verleih
- Pays de production :  Allemagne de l'Est
- Langue : allemand
- Format : Noir et blanc - 1,37:1 - Mono - 35 mm
- Genre : Drame
- Durée : 110 minutes
- Dates de sortie :
  - Allemagne de l'Est : 12 mai 1950.
  - Autriche : 21 octobre 1950.

## Distribution
- Paul Bildt: Mauch, président du Conseil des dieux
- Fritz Tillmann: Dr. Hans Scholz
- Willy A. Kleinau (de): M.. Lawson
- Hans-Georg Rudolph (de): Le directeur Tilgner
- Albert Garbe (de): Oncle Karl
- Helmuth Hinzelmann: Colonel Schirrwind
- Inge Keller: Edith Scholz
- Yvonne Merin: Claudia Mauch
- Käthe Scharf: Mme Scholz
- Herwart Grosse (de): Le directeur von Decken
- Theodor Vogeler: Dr. Hüttenrauch (chimiste)
- Arthur Wiesner (de): Le père du Dr. Scholz
- Karl Heinz Deickert (de): Dieter Scholz
- Agnes Windeck: Mme Mauch
- Helene Riechers (de): La mère de Scholz
- Brigitte Krause: Kätchen
- Eva Pflug: Mabel Lawson
- Franz Weber (de): Hoelzli

## Récompenses
- Festival international du film de Karlovy Vary 1950 : Prix spécial
- Prix national de la République démocratique allemande 1950 :
  - Réalisateur : Kurt Maetzig
  - Scénariste : Friedrich Wolf
  - Directeur de la photographie : Friedl Behn-Grund

## Source de traduction
- (de) Cet article est partiellement ou en totalité issu de l’article de Wikipédia en allemand intitulé « Der Rat der Götter » (voir la liste des auteurs).